# Sentiero regio polacco
Il Sentiero regio polacco è un sentiero turistico che attraversa il Voivodato della Bassa Slesia, in Polonia. Venne organizzato su iniziativa di Leon Hojniak, insegnante ed esperto di sentieri turistici di Legnica, il quale si basò per la realizzazione del percorso sull'antica strada regia che attraversava il regno di Polonia sin dal medioevo. Il percorso si snoda in territorio perlopiù pianeggiante per un totale di 112 km con 33 tappe contraddistinte da indicazioni composte da una linea blu su sfondo bianco.

## Percorso
- 0,0 km Złotoryja
- 6,0 km Rokitnica
- 8,6 km Wysocko
- 10,2 km Rzymówka
- 12,4 km Krotoszyce
- 13,4 km Wilczyce
- 16,5 km Szymanowice
- 17,5 km Smokowice
- 20,1 km Pawłowice Małe
- 22,2 km Białka
- 25,5 km Legnica
- 28,0 km Piątnica
- 31,5 km Rzeszotary
- 35,1 km Kochlice
- 36,9 km Głuchowice
- 45,0 km Chróstnik
- 46,7 km Krzeczyn Wielki
- 51,8 km Lubin
- 57,0 km Obora
- 66,7 km Szklary Górne
- 70,3 km Jędrzychów
- 74,4 km Sobin
- 79,5 km Polkowice Dolne
- 81,6 km Polkowice
- 85,7 km Trzebcz
- 88,5 km Komorniki
- 91,7 km Grodowiec
- 93,2 km Żuków
- 101,7 km Riserva naturale di "Uroczysko Obiszów"
- 102,2 km Obiszów
- 107,9 km Jaczów
- 109,4 km Ruszowice
- 112,0 km Głogów